# Hemerotrecha cornuta
Espèce
Hemerotrecha cornuta est une espèce de solifuges de la famille des Eremobatidae.

## Distribution
Cette espèce est endémique du Colorado aux États-Unis,. Elle se rencontre dans le comté de Pueblo.

## Description
Le mâle holotype mesure 8 mm et la femelle paratype 10 mm.

## Publication originale
- Brookhart & Cushing, 2002 : New species of Eremobatidae (Arachnida, Solifugae) from North America. Journal of Arachnology, vol. 30, no 1, p. 84-97 (texte intégral).